# Ratko Radovanović
Ratko 'Rasa' Radovanović (Servisch: Ратко 'Раса' Радовановић) (Nevesinje, 16 oktober 1956) is een Servisch voormalig basketballer.

## Carrière
Radovanović kwam naar Sarajevo in oktober 1972, toen hij net 16 jaar oud was geworden. Hoewel hij officieel deel uitmaakte van het jeugdsysteem van KK Bosna, zou de toenmalig hoofcoach Bogdan Tanjević hem al in het seizoen 1972-73, het eerste seizoen van de club ooit in de Joegoslavische hoogste divisie, een paar keer in het eerste elftal laten spelen. In het seizoen 1973/74 kwam de zeventienjarige Radovanović 17 keer uit voor het eerste team in de Joegoslavische Eerste Klasse, met een totaal van 43 punten (2,5 punten per wedstrijd). Tijdens het seizoen 1974-75 leidde de voortdurende verbetering van de achttienjarige tot een permanente overstap naar het eerste team. Zijn competitie scoringsgemiddelde over het seizoen bereikte 5.8 punten per wedstrijd.
Hij speelde bij de club tot in 1983 toen hij de overstap maakte naar het Franse Stade Français. Drie jaar later ging hij spelen in Italië bij Reyer Venezia waar hij speelde tot in 1990.

## Nationale ploeg
Radovanović was al internationaal succesvol bij de junioren. In 1973 won hij een bronzen medaille op het Europees kampioenschap voor de junioren en in 1974 werd hij Europees kampioen bij de junioren. Met het Joegoslavische nationale elftal speelde hij in 1977 mee in het Europees kampioenschap in België. Na een overwinning van 88 tegen 69 op Italië in de halve finale, wonnen de Joegoslaven de finale met 74 tegen 61 van de Sovjet-Unie. Radovanović scoorde 51 punten in zeven wedstrijden. De Wereldbeker van 1978 in Manilla kende aanvankelijk een finaleronde waarin de Joegoslaven ongeslagen bleven. De eerste twee ploegen van de laatste ronde ontmoetten elkaar in de finale, Joegoslavië won van de USSR ploeg met 82-81 na verlenging. Radovanović speelde in tien wedstrijden en scoorde 123 punten, waaronder tien in de finale. 
Na drie opeenvolgende Europese titels te hebben gewonnen, waarbij Radovanović alleen in 1977 in actie kwam, miste Joegoslavië de finale op het Europees Kampioenschap van 1979 in Italië. Na in de voorronde met 76-77 van Israël te hebben verloren, drong Israël door tot de finale tegen het Sovjet-team, terwijl Joegoslavië de derde wedstrijd met 99-92 won van Tsjechoslowakije. Radovanović scoorde 35 punten in zeven wedstrijden. Een jaar later was er weer een eindronde op de Olympische Spelen van 1980. De twee beste teams van de laatste ronde ontmoeten elkaar in de finale. De Joegoslaven versloegen de Italianen met een score van 86-77. Radovanović werd ingezet in acht wedstrijden en scoorde 56 punten tijdens het toernooi, waarbij hij alleen in de finale de basket niet raakte.
In 1981 werd het Europees kampioenschap in Tsjecho-Slowakije gehouden. Joegoslavië eindigde als tweede in de voorronde achter het team van de Sovjet-Unie. Deze twee bezetten ook de eerste twee plaatsen na de laatste ronde en ontmoetten elkaar dus weer in de finale, de USSR won met 84 tegen 67. Radovanović scoorde 81 punten in zeven wedstrijden. Op het WK 1982 in Colombia bereikten de Joegoslaven de derde plaats, ze wonnen van de Spanjaarden met 119-117, en Radovanović scoorde 98 punten in negen wedstrijden. Het jaar daarop eindigde het Joegoslavische team als zevende op het Europees kampioenschap in Frankrijk. Radovanović gooide 151 punten in zeven wedstrijden. In 1984 nam Radovanović deel aan de Olympische Spelen van 1984 in Los Angeles. 
De Joegoslaven wonnen hun voorronde groep, maar verloren van de Spanjaarden in de halve finales. Ze wonnen de bronzen medaille wedstrijd met 88-82 van de Canadezen. Žižić speelde in acht wedstrijden en scoorde 113 punten. Twee jaar later was Spanje gastland voor het wereldkampioenschap 1986. In de halve finale won het team uit de Sovjet-Unie met 91-90 van de Joegoslaven, en in de derde wedstrijd versloegen de Joegoslaven Brazilië met 117-91. Radovanović droeg 96 punten bij in acht wedstrijden, 22 punten alleen al tegen Brazilië. Hij sloot zijn carrière af door nog een bronzen medaille te winnen op de Europese kampioenschappen van 1987 in Athene, waar hij 66 punten scoorde in zeven wedstrijden.

## Later carrière
Direct na zijn pensionering als basketballer in 1990 in Venetië, verhuisde de drieëndertigjarige Radovanović met zijn vrouw en hun twee jonge kinderen naar Sarajevo. Hij keerde terug naar de stad waar hij tussen 1972 en 1983 elf jaar had gewoond toen hij lid was van KK Bosna. Hij investeerde een deel van zijn geld in de gezondheidszorg door een privé tandartspraktijk te openen. Nog geen twee jaar daarna brak de Bosnische oorlog uit en Radovanović en zijn gezin vluchtten naar Belgrado.
In 1996 trad Radovanović toe tot de staff van FMP Železnik - een club die net zijn eerste seizoen in de hoogste competitie van FR Joegoslavië had gespeeld - in de functie van sportdirecteur. Radovanović werkte onder de eigenaar en voorzitter van de club Nebojša Čović en hield zich bezig met het aantrekken en scouten van spelers, waardoor FMP Železnik een bekent werd voor het ontdekken van basketbaltalent.
In het seizoen 1996-97, Radovanović's eerste seizoen bij de club, won FMP Železnik de Joegoslavische beker. Maar in plaats van de winnende ploeg (die uit wat oudere spelers bestond) intact te houden, besloot de club hen te verkopen en een generatie van 17- en 18-jarigen uit de jeugdopleiding in het eerste team op te nemen.
Met financiële steun van Čović implementeerde Radovanović bij FMP een systeem voor spelersontwikkeling dat berustte op het identificeren en verwerven van getalenteerde tieners uit heel FR Joegoslavië / Servië-Montenegro / Servië tijdens de vroege stadia van hun basketbalontwikkeling, met hen te werken binnen het systeem van de club met academie-achtige faciliteiten in de Belgradose buitenwijk Železnik waar ze naast de training ook woonden en studeerden, en hen later met winst te verkopen aan grotere clubs. Spelers die tijdens Radovanović' ambtstermijn in de club werden ontwikkeld zijn onder meer: Miloš Teodosić, Zoran Erceg, Aleksandar Rašić, Dejan Musli, Miroslav Raduljica, Mladen Šekularac, Dejan Milojević, Ognjen Aškrabić, Duško Savanović, Vladimir Radmanović en Mile Ilić.
Na veertien jaar bij de club, scheidde Radovanović zijn wegen met FMP Železnik in 2010 aan het begin van het seizoen 2010-11. In augustus 2017, na zeven jaar afwezigheid van basketbal, kwam Radovanović bijna terug in de sport als directeur van het jeugdsysteem van KK Partizan. Het nieuws van zijn terugkeer werd zelfs aangekondigd door de Servische pers, maar er kwam uiteindelijk niets van terecht met Radovanović die later onthulde dat de onderhandelingen met KK Partizan meer dan een maand duurden zonder dat er uiteindelijk een deal werd gesloten.
Op 26 mei 2018 werd Radovanović de sportdirecteur van Sloboda Užice, dat net gepromoveerd was naar de hoogste klasse in Servië.

## Erelijst
- 3x Joegoslavisch landskampioen: 1978, 1980, 1983
- 1x Joegoslavisch bekerwinnaar: 1978
- 1x EuroLeague: 1979
- Olympische Spelen: 1x , 1x
- Wereldkampioenschap: 1x , 2x
- Europeeskampioenschap: 1x , 1x , 2x
- Middellandse Zeespelen: 1x , 1x